# Edson Braafheid
Edson René Braafheid (n. 8 aprilie 1983) este un fotbalist neerlandez ce evoluează pe postul de fundaș la echipa din Eredivisie, Utrecht.